# Lycia wallacei
Lycia wallacei är en fjärilsart som beskrevs av Jost Harr. Lycia wallacei ingår i släktet Lycia och familjen mätare. Inga underarter finns listade i Catalogue of Life.